# Attilio Ansaldo
Ubaldo Attilio Ansaldo Garcés (Guayaquil, 19 settembre 1921 – 15 dicembre 1995) è stato un cestista ecuadoriano.

## Carriera
Con l'Ecuador ha disputato i Campionati del mondo del 1950.